# خوزه مانوئل
خوزه مانوئل (انگلیسی: José Manuel؛ زادهٔ ۲۹ نوامبر ۱۹۷۳) بازیکن سابق فوتبال اهل اسپانیا است که در پست هافبک راست بازی می‌کرد.
از باشگاه‌هایی که در آنها سابقه حضور دارد می‌توان به باشگاه فوتبال هانوفر اشاره کرد.